# Eric Alexander
Eric Alexander (Galesburg, 1968. augusztus 4. –) amerikai szaxofonos.

## Pályakép
Washington államban nőtt fel. Az Indiana University-n tanult klasszikus zenét. Hamarosan felfedezte magának a ddzsesszt. Tanulmányait a New Jersey-i William Paterson Főiskolán folytatta. A diploma megszerzése után Chicagóba költözött. Mások mellett Dexter Gordon és George Coleman hatása alatt fokozatosan egy eredeti hangzást alakított ki.
Kiváló, mindig korrekten játszó jazz szaxofonos.

## Lemezek
- New York Calling (Criss Cross, 1992)
- Straight Up (Delmark, 1992)
- Up, Over & Out (Delmark, 1993)
- Full Range (Criss Cross, 1994)
- Eric Alexander in Europe (Criss Cross, 1995)
- Stablemates (Delmark, 1995)
- Two of a Kind (Criss Cross, 1996)
- Heavy Hitters (Pony Canyon Records, 1997)
- Mode for Mabes (Delmark, 1998)
- Extra Innings (Delmark, 1998)
- Solid! (Milestone Records, 1998)
- Man with a Horn (Milestone Records, 1999)
- Alexander the Great (Highnote Records, 1999)
- Live at the Keynote (Video Arts, 1999)
- The First Milestone (Milestone Records, 2000)
- The Second Milestone (Milestone Records, 2001)
- Summit Meeting (Milestone Records, 2002)
- Nightlife in Tokyo (Fantasy, 2003)
- Gentle Ballads (Venus, 2004)
- Dead Center (Highnote Records, 2004)
- Sunday in New York (Tokuma Records, 2005)
- Gentle Ballads II (Tokuma Records, 2006)
- It’s All in the Game (Highnote Records, 2006)
- Gentle Ballads III (Tokuma Records, 2007)
- Temple of Olympic Zeus (Highnote Records, 2007)
- Prime Time (Highnote Records, 2008)
- My Favorite Things (Tokuma Records, 2009)
- Revival of the Fittest (Highnote Records, 2009)
- Gentle Ballads IV (Venus Jazz, 2009)
- Chim Chim Cheree (Venus, 2010)
- Don’t Follow the Crowd (Highnote Records, 2011)
- Touching (Highnote Records, 2013)